# Geraltov
Geraltov este o comună slovacă, aflată în districtul Prešov din regiunea Prešov. Localitatea se află la altitudinea de 514 m deasupra n.m., se întinde pe o suprafață de 10,6 km2 și în 2017 număra 124 de locuitori.

## Istoric
Localitatea Geraltov este atestată documentar din 1339.

## Demografie
| An:                | 1994 | 2004    | 2014    | 2024    |
| ------------------ | ---- | ------- | ------- | ------- |
| Număr de persoane: | 157  | 127     | 141     | 110     |
| Diferență:         |      | −19,10% | +11,02% | −21,98% |

| An:                | 2023 | 2024   |
| ------------------ | ---- | ------ |
| Număr de persoane: | 113  | 110    |
| Diferență:         |      | −2,65% |